# توماس د. هوي
توماس د. هوي (بالإنجليزية: Thomas D. Howie)‏ هو عسكري أمريكي، ولد في 12 أبريل 1908 في أبفيل في الولايات المتحدة، وتوفي في 17 يوليو 1944 في سان لو في فرنسا.